# Horalabiosa arunachalami
Horalabiosa arunachalami är en fiskart som beskrevs av Johnson och Soranam 2001. Horalabiosa arunachalami ingår i släktet Horalabiosa och familjen karpfiskar. IUCN kategoriserar arten globalt som akut hotad. Inga underarter finns listade i Catalogue of Life.